# Стадион Вождовац
Стадион Вождовац је фудбалски стадион у Београду, Србија. На њему своје домаће утакмице игра ФК Вождовац. Стадион је смештен на четвртом нивоу тржног центра у Заплањској улици и направљен је по стандардима УЕФА. Има 5.174 седећих места, покривене све четири трибине и рефлекторе. Сам терен је на 24 метара изнад тла, а последњи ред трибина на 45.
Стадион је отворен лигашком утакмицом Вождовца са Јагодином у оквиру 4. кола Суперлиге, 31. августа 2013. То је истовремено била и прва утакмица Суперлиге играна на вештачкој трави.